# Carmichael
Carmichael é uma Região censo-designada localizada no estado americano da Califórnia, no Condado de Sacramento.

## Demografia
Segundo o censo americano de 2000, a sua população era de 49.742 habitantes.

## Geografia
De acordo com o United States Census Bureau tem uma área de 28,2 km², dos quais 27,9 km² cobertos por terra e 0,3 km² cobertos por água. Carmichael localiza-se a aproximadamente 35 m acima do nível do mar.

## Localidades na vizinhança
O diagrama seguinte representa as localidades num raio de 8 km ao redor de Carmichael.